# 李明賢
李明賢（1973年9月30日—），生於臺灣屏東，中華民國政治人物，媒體記者出身，現任台北市內湖南港區議員，國立台北商業大學講師。畢業於中國文化大學新聞學系、國立台灣大學政治研究所碩士。

## 政治經歷
曾服務於中央日報、青年日報、《聯合報》、《自由時報》等平面媒體。2011年轉往《中國時報》服務，並擔任政治組副主任，2011年開始也積極參與各電視台政論節目。2015年，從媒體轉戰政壇，並接任中國國民黨中央委員會文化傳播委員會副主任委員兼發言人，參與2016年總統大選輔選工作，也擔任朱立倫競選總部發言人，在政論節目上進行政策辯護。2017年8月吳敦義接任黨主席之後，李明賢升任主任委員。李之前也歷練中國國民黨中央黨部的發言人、文傳會主委、該黨的台北市黨部總幹事。
2018年6月，李明賢辭去中國國民黨中央委員會文化傳播委員會主任委員一職，並投入臺北市第二選區/ 內湖區、南港區議員選舉，以20198票當選。
2022年以20657票連任臺北市議員成功。

## 選舉紀錄
| 年度 | 選舉屆數               | 選舉區           | 所屬政黨   | 得票數 | 得票率 | 當選標記 | 備註 |
| ---- | ---------------------- | ---------------- | ---------- | ------ | ------ | -------- | ---- |
| 2018 | 第十三屆臺北市議員選舉 | 臺北市第二選舉區 | 中國國民黨 | 20,198 | 9.57%  |          |      |
| 2022 | 第十四屆臺北市議員選舉 | 臺北市第二選舉區 | 中國國民黨 | 20,657 | 10.02% |          |      |

## 外部連結
- 李明賢 -阿賢之聲的Facebook專頁
- 李明賢議會簡介 （页面存档备份，存于）
- YouTube上的李明賢-港湖阿賢頻道